# Claude-François Fraguier
Claude-François Fraguier (Parigi, 27 agosto 1660 – Parigi, 3 maggio 1728) è stato un religioso e letterato francese, proveniente da una famiglia nobile; fu latinista e grecista.

## Biografia
Nel 1705 fu accademico dell'Académie des inscriptions et belles-lettres e dal 1717 fu membro dell'Académie française.
Entrò nei Gesuiti nel 1683 e fu discepolo dei Padri René Rapin, Giuseppe Giovencio, De La Rue e Jean Commire. Dopo due anni fu mandato a Caen dove insegnò teologia e si fece stimare da Nezio e da Jean Regnault de Segrais. Uscì dai Gesuiti nel 1694 e fu incaricato da Jean-Paul Bignon  a prestare la sua collaborazione al Journal des savants. Morì di apoplessia.
Ha lasciato delle Poesie latine ed un gran numero di Dissertazioni stampate dall'Académie des inscriptions et belles-lettres.